# Basilisk (Harry Potter)
De Basilisk is een wezen uit de Harry Potterboekenreeks van de Britse schrijfster J.K. Rowling.
De Basilisk staat bekend als de Koning der Slangen (Engels: The King of the Snakes) en is het dodelijkste wezen dat in Groot-Brittannië voorkomt. De Basilisk wordt geboren uit een kippenei dat is uitgebroed door een pad. Deze reuzenslang kan honderden jaren oud worden en ruim twintig meter lang worden. Hij is de grootste vijand van de Acromantula, een reuzenspin. De Basilisk heeft niet alleen zeer gevaarlijke giftanden, maar nog een ander dodelijk wapen: wanneer je hem recht in de ogen kijkt, dan sterf je. Als je hem niet rechtstreeks in de ogen kijkt, maar bijvoorbeeld door een camera of via een spiegel, dan raak je Versteend. Het kraaien van de haan is voor een Basilisk dodelijk.
De Basilisk vormde ook een opdracht op het Toverschool Toernooi van 1792. De kampioenen moesten de Basilisk toen vangen maar de slang maakte amok en verwondde de drie schoolhoofden van de deelnemende scholen.

## De Geheime Kamer
Zweinstein is gesticht door Goderic Griffoendor, Helga Huffelpuf, Rowena Ravenklauw en Zalazar Zwadderich. Maar er ontstond een ruzie tussen Zwadderich en de drie andere schoolhoofden, omdat Zalazar Zwadderich zei dat er alleen volbloed tovenaars op Zweinstein mochten komen. Zwadderich bouwde in het geheim de Geheime Kamer met daarin een Basilisk die vrijgelaten zou worden als Zwadderichs afstammeling op Zweinstein zou komen, en die dan de op Zweinstein aanwezige Dreuzeltelgen zou doden.
In 1942 wordt de Kamer door Marten Vilijn geopend. De Basilisk versteent enkele leerlingen en doodt er één, Jenny. Vilijn is bang dat de school wordt gesloten en doet alsof Rubeus Hagrid achter de aanvallen zit en sluit de Kamer. Hij laat een dagboek als een van zijn Gruzielementen achter om de Kamer jaren later opnieuw te laten openen.
In het tweede boek wordt de Geheime Kamer opnieuw geopend, dit keer door Ginny Wemel die werd bezeten door Marten Vilijn, die jaren geleden een deel van zijn ziel in zijn dagboek had gestopt, en er een Gruzielement van had gemaakt. Jaren later, toen hij eenmaal bekendstond als Heer Voldemort, gaf hij het dagboek aan Lucius Malfidus in bewaring, maar hij mocht hem alleen gebruiken met Voldemorts toestemming.
Lucius Malfidus, die niet wist dat dagboek een kostbaar Gruzielement was, gebruikte het stukje ziel echter toch nadat Heer Voldemort zijn macht was kwijt geraakt, en iedereen dacht dat hij dood was. Hij gaf het dagboek aan Ginny Wemel, die langzaam dankzij het Gruzielement bezeten raakte door het stukje ziel van Voldemort dat daar nog altijd in zat, en gebruikte haar om via haar, de Geheime Kamer weer te openen. Daardoor liet hij het monster opnieuw vrij uit de Kamer en viel de Basilisk Joost Flets-Frimel, Mevrouw Norks, Kasper Krauwel, Haast Onthoofde Henk, Patricia Hazelaar en Hermelien Griffel aan. Hij doodde ze niet maar versteende ze slechts.
De Basilisk wordt gedood door Harry Potter met het Zwaard van Griffoendor. Een van zijn giftanden wordt gebruikt om het dagboek (een Gruzielement van Voldemort/Vilijn) te vernietigen.
Enkele jaren later keren Ron Wemel en Hermelien Griffel terug naar de Kamer en wordt er door de laatste een giftand gebruikt om de Beker van Huffelpuf (een ander Gruzielement van Heer Voldemort) te vernietigen.